# 6e armée de l'air et des forces de défense aérienne
Pour les articles homonymes, voir 6e armée.
La 6e armée de l'air et des forces de défense aérienne ((ru) : 6-я армия ВВС и ПВО) est une unité militaire aérienne basée dans le district militaire ouest pour l'armée de l'air russe depuis 1998. 

## Historique

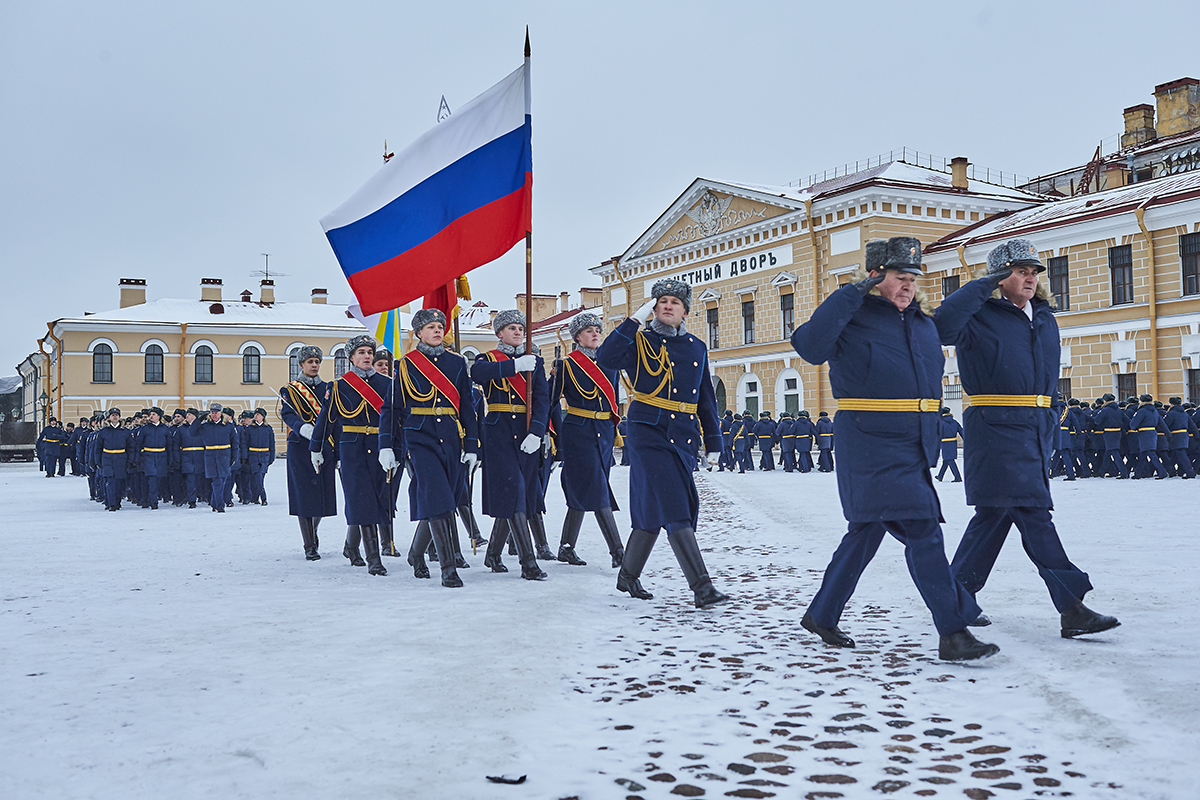
Le drapeau de la 6e armée en décembre 2018.

## Réforme de 2019-2020
Quartier général à Saint-Pétersbourg :
- 105e division aérienne de la Garde (Voronej)
  - 159e régiment de chasseurs de la Garde (Petrozavodsk) (2 escadrons de Su-35S)
  - 790e régiment de chasseurs (Khotilovo) (2 escadrons : MiG-31 ; 1 escadron : Su-35)
  - 14e régiment de chasseurs de la Garde (Koursk) (2 escadrons: Su-30SM)
  - 47e régiment d'aviation (Voronej) (2 escadrons: Su-34)
  - 4e escadrons aérien de reconnaissance (Chatalovo) (Su-24MR)

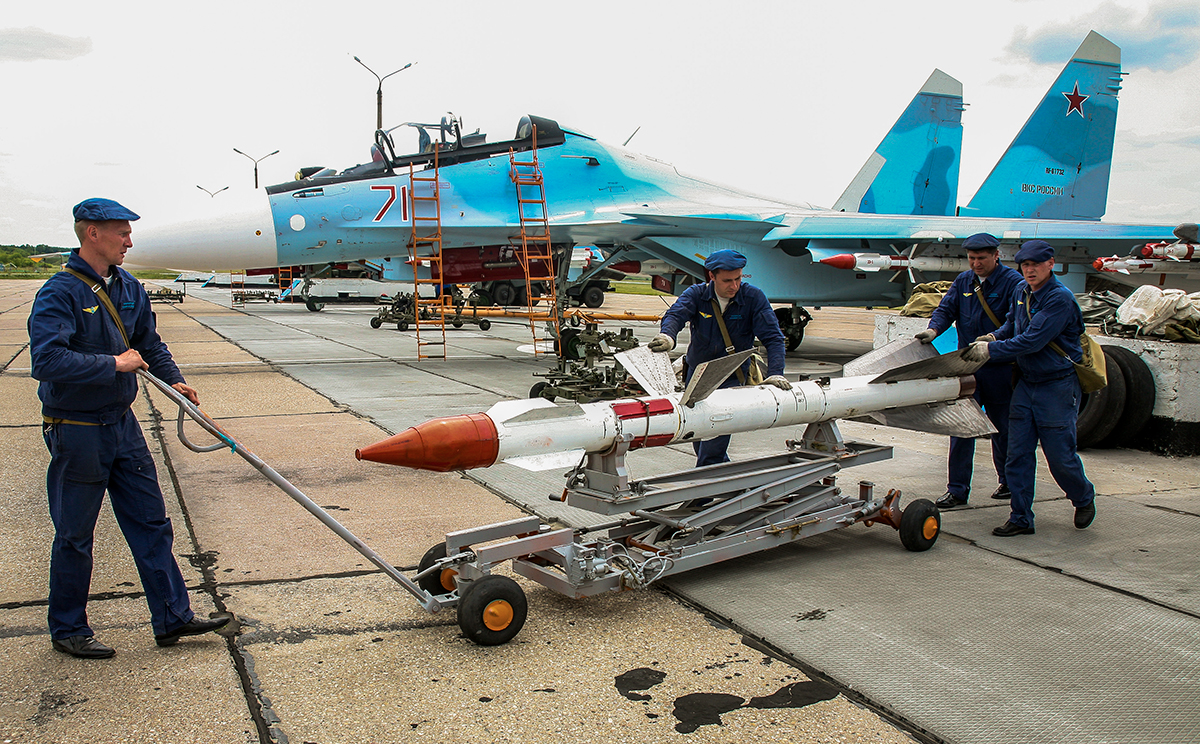
Le 14e régiment de chasseurs de la Garde en 2018
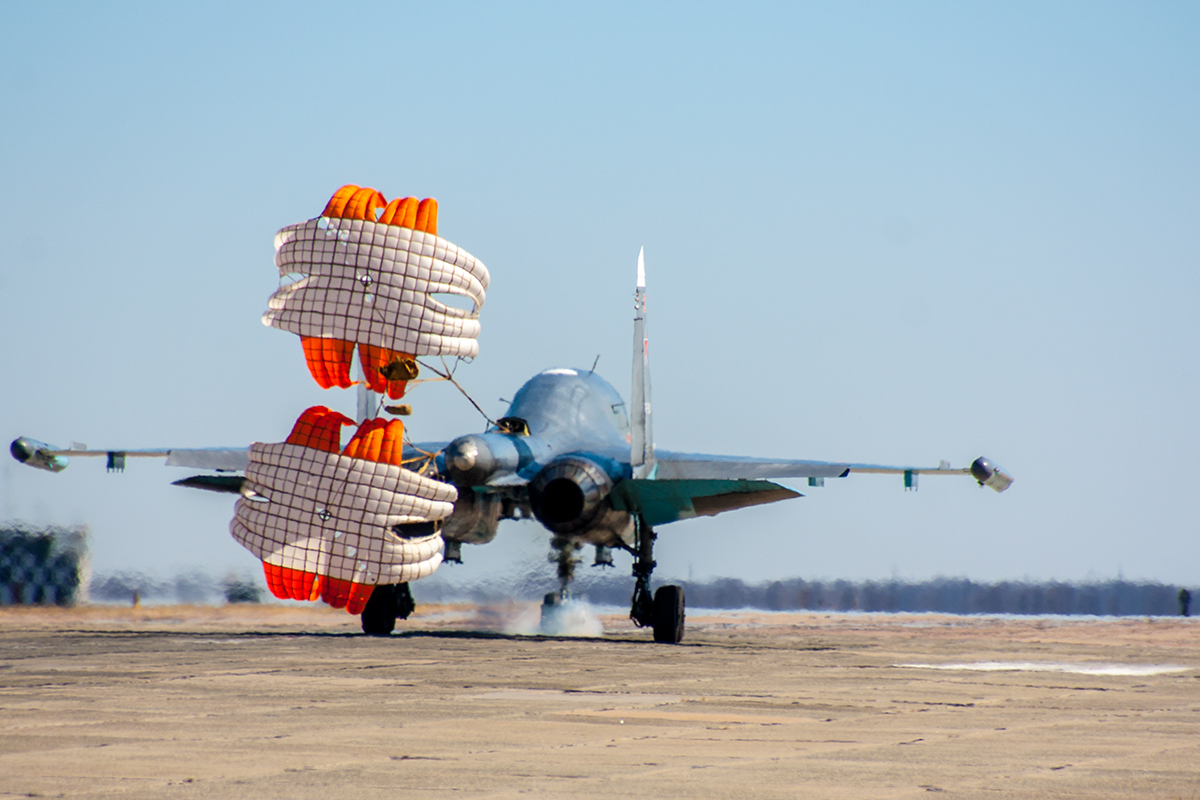
Le 47e régiment d'aviation en 2017
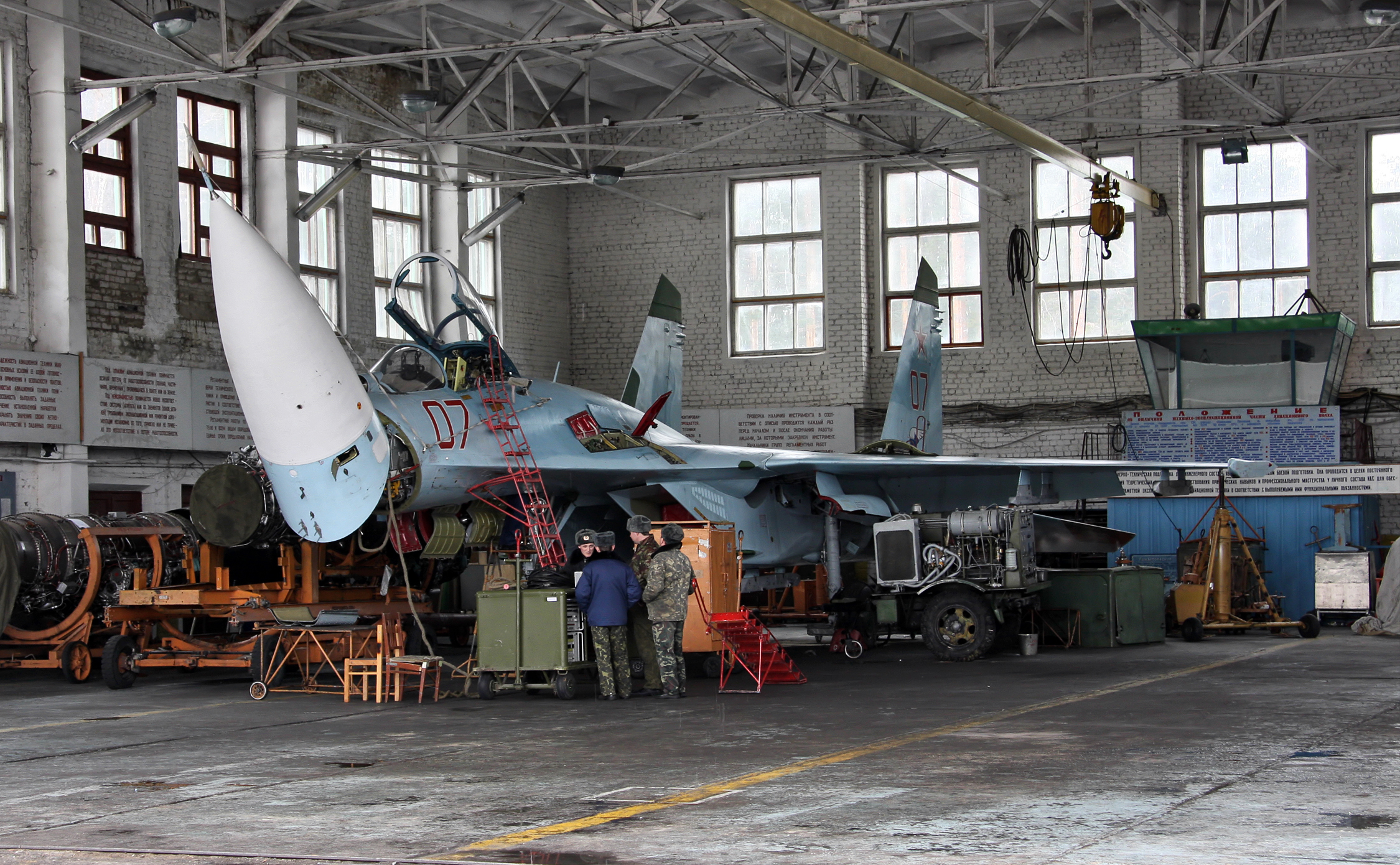
Le 790e régiment de chasseurs en 2011.

- Aviation navale (Kaliningrad)
  - 689e régiment de chasseurs de la Garde (2 escadrons: Sukhoi Su-27P
  - 4e régiment d'aviation navale de la Garde (1 escadron Su-30SM; 1 escadron : Su-24M)
- 2e division de défense aérienne (Saint-Pétersbourg)
  - 1488e régiment de missiles anti-aérien (Zelenogorsk - S-400 SAM system)
  - 1489e régiment de missiles anti-aérien (Vaganovo - S-400/Pantsir SAM systems)
  - 1490e régiment de missiles anti-aérien (Oulianovka - S-400 SAMs)
  - 500e régiment de missiles anti-aérien (Gostilitsy - S-400/Pantsir SAMs)
  - 1544e régiment de missiles anti-aérien (Vladimirsky Lager - S-400 SAMs)
- 32e division de défense aérienne
  - 42e régiment de missiles anti-aérien (Ijitsy - S-300PM2 )
  - 108e régiment de missiles anti-aérien (Voronej - S-300PM2 SAMs)
- 44e division de défense aérienne Flotte de la Baltique (Kaliningrad)[1]
  - 183e régiment de missiles anti-aérien (Gvardeïsk - S-400/S-300/Pantsir SAMs)
  - 1545e régiment de missiles anti-aérien (Krouglovo - S-400 SAMs)

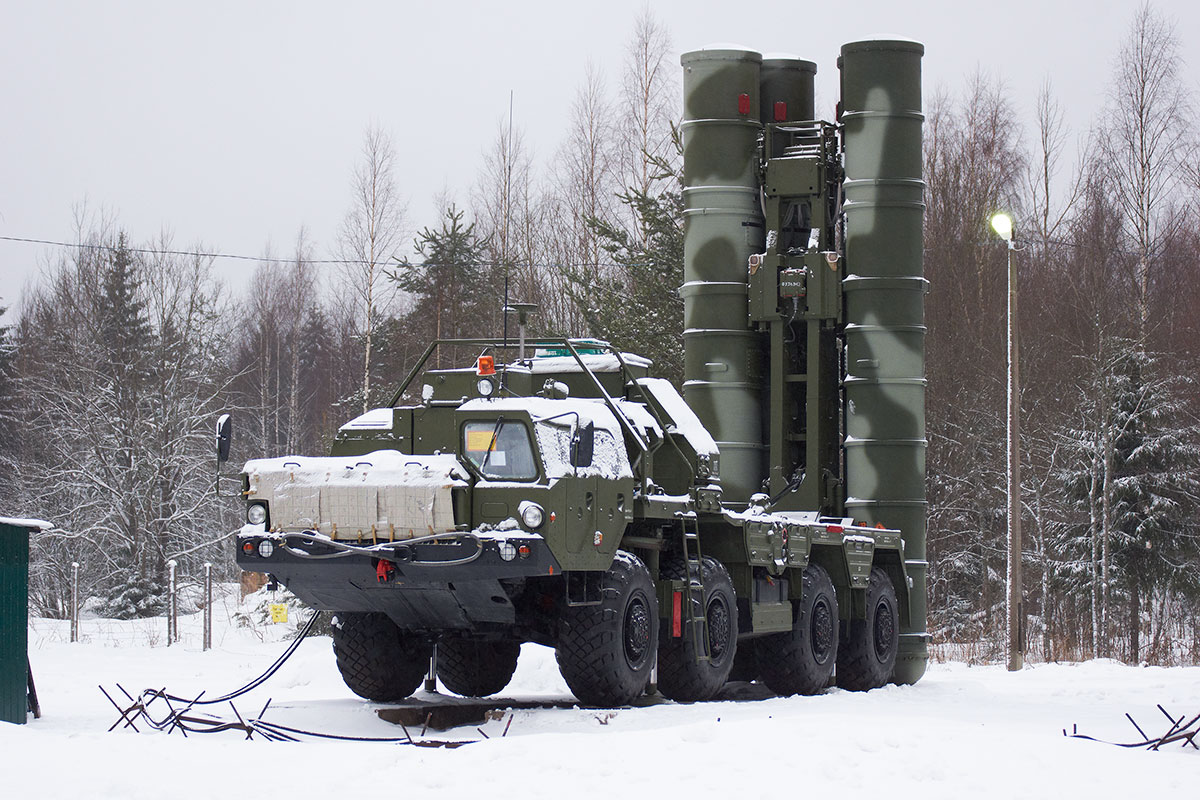
Le 1488e régiment de missiles anti-aérien en 2017
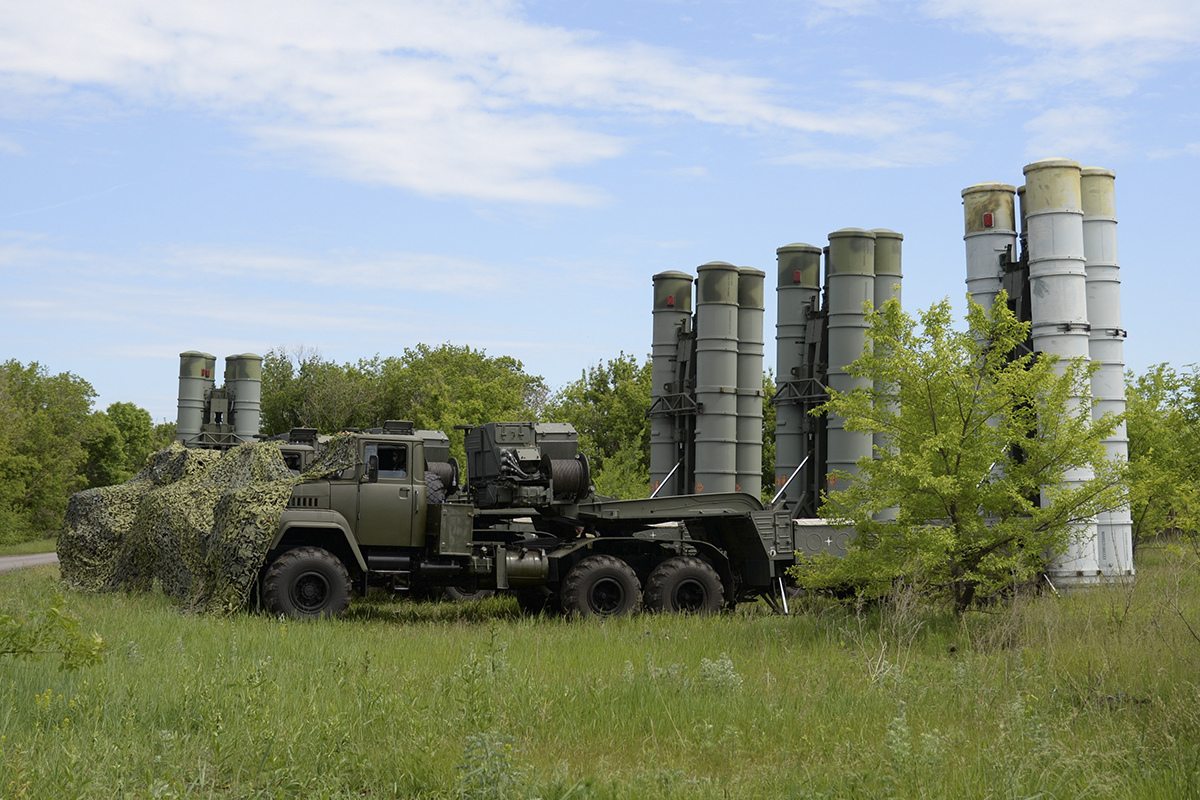
Le 108e régiment de missiles anti-aérien en 2017
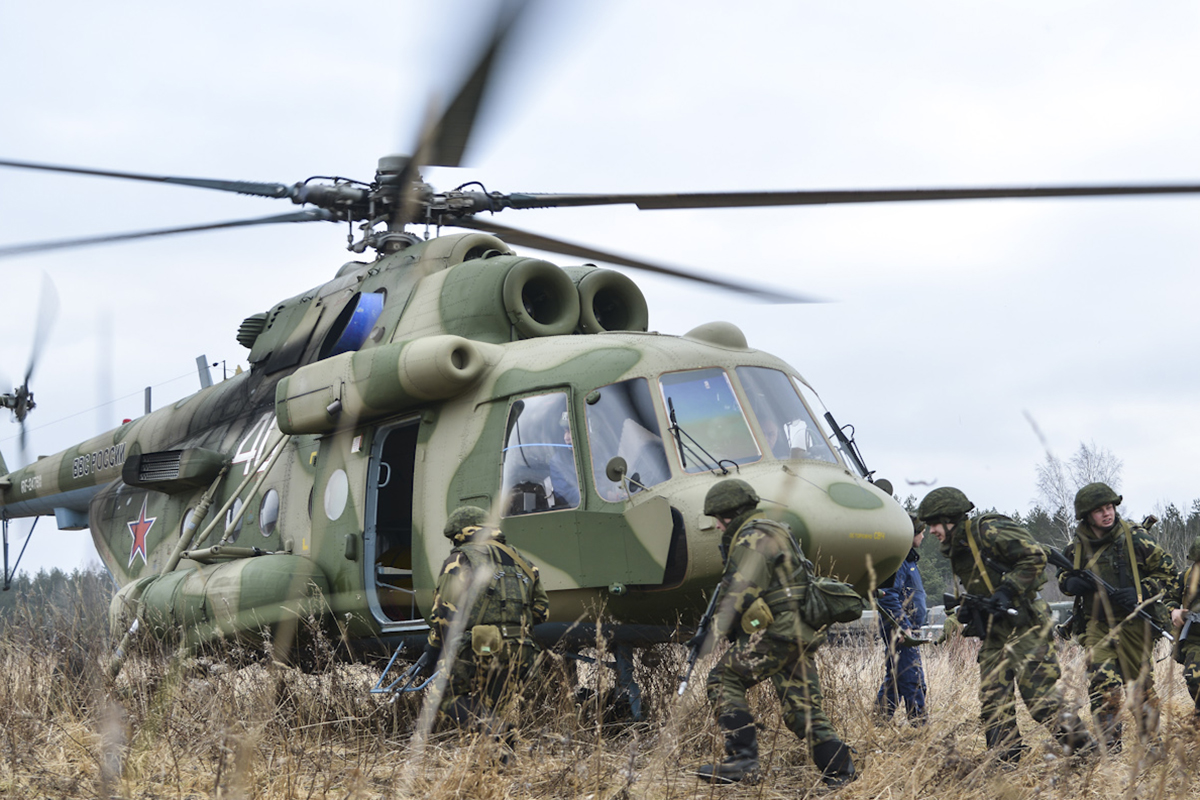
exercices en 2017.

- 332e régiment mixte d'hélicoptères de la Garde